# Petropavlivska Borșceahivka, Kiev-Sveatoșîn
Petropavlivska Borșceahivka (în ucraineană Петропавлівська Борщагівка) este localitatea de reședință a comunei Petropavlivska Borșceahivka din raionul Kiev-Sveatoșîn, regiunea Kiev, Ucraina. În secolul al XIX-lea, satul făcea parte din volostul Bilohorodka, uezdul Kiev.

## Demografie
Componența lingvistică a localității Petropavlivska Borșceahivka
     Ucraineană (94,91%)
     Rusă (4,64%)
     Alte limbi (0,11%)
Conform recensământului din 2001, majoritatea populației localității Petropavlivska Borșceahivka era vorbitoare de ucraineană (94,91%), existând în minoritate și vorbitori de rusă (4,64%).